# 136 f.Kr.

## Händelser

### Efter plats

#### Kina
- Konfucianismen antas som statsreligion i Kina av kejsar Han Wudi.[1]